# Isokaze (1939)
Isokaze (磯風) byl dvanáctý torpédoborec japonského císařského námořnictva třídy Kageró. Byl dokončen v listopadu 1940 jako desátý z devatenácti torpédoborců třídy Kageró. Zúčastnil se druhé světové války v Tichomoří, během které se věnoval převážně eskortním a transportním povinnostem.
V prosinci 1941 doprovázel Nagumův svaz při útoku na Pearl Harbor. Nadále se pak věnoval doprovodu Nagumových letadlových lodí a zúčastnil se tak vylodění v Rabaulu, náletu na Darwin, operací proti Jávě, výpadu do Indického oceánu a bitvy u Midway. Od srpna do října 1942 se zapojil do bojů o Guadalcanal a během bitvy u Santa Cruz byl součástí Abeho předsunutého svazu. Po údržbě v Japonsku se v prosinci 1942 opět vrátil do jihozápadního Pacifiku. Dne 10. ledna 1943 se podílel na potopení ponorky USS Argonaut a v únoru se zapojil do evakuace Guadalcalanu. Poté se věnoval doprovodu konvojů a těžkých jednotek loďstva. V srpnu se zúčastnil bitvy u Horaniu a po ní se věnoval „krysím transportům“. V říjnu se zúčastnil bitvy u Vella Lavella. Při doprovodu konvoje najel 4. listopadu na minu, ale již v lednu 1944 se vrátil zpět do služby a věnoval se doprovodu těžkých jednotek loďstva a konvojů. V červnu se zúčastnil bitvy ve Filipínském moři a v říjnu se v rámci Kuritova svazu zúčastnil série bitev u Leyte. Poté se opět vrátil k doprovodu těžkých jednotek – naposledy v rámci operace Ten-gó doprovázel ve dnech 6. a 7. dubna 1945 bitevní loď Jamato na její sebevražedné cestě k Okinawě. Během následujících útoků amerických palubních letounů byl těžce poškozen a nakonec potopen torpédoborcem Jukikaze.

## Popis
Isokaze patřil do I. série třídy Kageró a byl objednán na základě doplňovacího programu pomocných plavidel z roku 1937. Jeho výzbroj tvořilo šest 127mm kanónů typu 3. roku ve třech dvouhlavňových věžích typu C (jedné na přídi a dvou na zádi) a dva čtyřhlavňové 610mm torpédomety typu 92 modelu 4. Zásoba šestnácti torpéd typu 93 byla v pozdější fázi války pravděpodobně redukována na osm kusů, aby se kompenzoval nárůst hmotnosti vlivem instalace dalších 25mm děl typu 96.
Pravděpodobně během údržby v Kure od listopadu 1943 do počátku ledna 1944 byla odstraněna zadní 127mm dělová věž číslo 2 a nahrazena dvěma tříhlavňovými 25mm komplety. Rovněž 25mm dvojčata na plošině vedle zadního komínu byla nahrazena za 25mm trojčata. Další pravděpodobně trojhlavňový komplet se nacházel na plošině před můstkem. Jako jeden z torpédoborců, které se dočkaly roku 1944, byl Isokaze pravděpodobně vybaven jedním metrovým přehledovým radarem 13 Gó pro sledování vzdušných cílů na zadním stožáru a jedním centimetrovým přehledovým radarem 22 Gó pro sledování vzdušných i hladinových cílů na předním stožáru.

## Služba
Dne 25. května 1945 byl Isokaze vyškrtnut ze seznamu lodí japonského císařského námořnictva.